# CSL (Unternehmen)
CSL Limited ist ein australisches Pharmaunternehmen mit Sitz in Melbourne.

## Geschichte

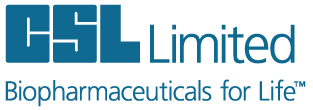
Historisches Logo

CSL (Commonwealth Serum Laboratories) wurde 1916 als ein australisches Staatsunternehmen zur Herstellung von Impfstoffen gegründet. 1952 begann die Produktion von Blutplasma. 1994 wurde das Unternehmen privatisiert und firmiert seitdem unter CSL Limited. 2000 wurde das Schweizer Unternehmen ZLB Bioplasma AG übernommen, 2004 das deutsche Unternehmen Aventis Behring, das auf Emil Adolf von Behring zurückgeht. Im Dezember 2021 wurde bekannt, dass CSL ein Übernahmeangebot für Vifor Pharma getätigt hat.

## Aktivitäten
Die Aktivitäten von CSL sind in drei Bereiche gegliedert:
- Unter CSL Behring sind die Aktivitäten der Herstellung von Plasmaprodukten und Pharmazeutika zusammengefasst, hierzu gehören auch die übernommenen Unternehmen ZLB Bioplasma und Aventis Behring, die heute als CSL Behring AG (Schweiz) und CSL Behring GmbH (Deutschland) geführt werden.
- CSL Seqirus betreibt im Wesentlichen das Geschäft mit Impfstoffen – unter anderem gegen Influenza – und Immunserum
- CSL Vifor betreibt im Wesentlichen das Geschäft mit Eisenmangel, Nephrologie und Dialyse.

Zu den nicht auf Blutplasma angewiesenen Hauptprodukten gehören das rekombinante Hämophilie B-Produkt Idelvion, das perioperative Bluter-Präparat Kcentra und Haegerda zur Behandlung von Patienten, die unter dem Heraditären Angioödem (HAE) leiden. Februar 2023 erhielt das Unternehmen die Zulassung für die erste Gentherapie für Patienten, die an Hämophilie B leiden.
CSL Behring war 2007 mit einem Umsatz von 2,6 Milliarden AUD – fast 80 % des Gesamtumsatzes – der mit Abstand wichtigste Unternehmensbereich.

## Aktie
CSL Limited ist an der Australian Stock Exchange gelistet und dort Teil des S&P/ASX 50-Index, der die 50 größten an der australischen Börse gelisteten Unternehmen umfasst. Die größten Aktionäre sind HSBC mit gut 33 und JP Morgan mit rund 17 %.